# Еліза Дзвонкевич
Еліза Клаудія Дзвонкєвіч (пол. Eliza Klaudia Dzwonkiewicz; 20 березня 1976 у Варшаві) — польський дипломат. Генеральна консулка Республіки Польща у Львові (2019—2024).

## Життєпис
Народилась в 1976 році. Освіту здобула у Варшавському університеті — кафедра Української філології на факультеті прикладної лінгвістики та східнослов'янських філологій. Закінчила також курс післядипломної освіті у Центрі східноєвропейських студій Варшавського університету і Вищу банківську школу у Познані за напрямком менеджер в галузі управління персоналом з елементами коучінгу.
У 2006—2009 рр. — член правління Фонду «Допомога полякам на Сході».
У 2010—2016 рр. — директор Фонду Bank Zachodni WBK.
У 2016—2017 рр. — директор Національного центру культури.
У 2017—2019 рр. — Голова правління Фонду LOTTO.
28 жовтня 2019 р. — 2024 р. — Генеральна консулка Республіки Польща у Львові, Україна.